# 鄭元勳
鄭元勳（1603年—1644年），字超宗，號惠東。直隸揚州府江都縣（今江蘇省揚州市）人，明朝末年政治人物、诗文作家。

## 生平
郑元勋出身于晚明时期寓居扬州的盐商望族，世居徽州府歙县岩寺附近的长龄村。祖父郑景濂因旧产为族豪暴占，1576年到扬州经营盐业，父亲郑之彦成为盐商领袖。到郑元勋这一代四兄弟竞相修筑园林（郑元嗣嘉树园、郑元勋影园、郑元化休园、郑侠如五亩园和王氏园）。
天启四年（1624年）举人。崇祯二年（1629年）参加复社。崇禎十六年（1643年）登進士。崇禎十七年（1644年），授兵部職方司主事，請假歸鄉。李自成破北京，郑元勋麻衣哭于圣庙。六月，軍閥高杰南下依附福王朝廷，奉命在揚州駐扎。由於高傑軍隊好劫掠，揚州士民拒絕其入城。鄭元勳勸和，引起公憤，為眾人所殺，死年四十二岁。

## 著作
- 《影园文稿》
- 《影园诗稿》

## 影园
郑元勋的影园，位于扬州城外西南护城河中长屿上，在今扬州荷花池公园内，崇祯八年，由其好友、园林学家、《园冶》的著者计成主持营建，是郑氏四兄弟众多园林中最富盛名的一座，也是计成园林作品中唯一尚可辨明园址的一处。。清人李斗作《扬州画舫录》时曾寻访影园旧址。

## 家族
高祖鄭居貞，從國難，表忠烈。曾祖父鄭良嶧。祖父鄭景濂，八十儒官。父鄭之彦，附例监生。侄子鄭為虹，同科進士